# 砂拉越反让渡运动
砂拉越反让渡运动，又称砂拉越反割让运动，是砂拉越历史上一项为了反对英国人将白人拉惹管理的砂拉越王国（英国保护国）改为直辖殖民地而发起的运动。这项运动由1946年7月1日持续至1950年3月1日。

## 原因
砂拉越反让渡运动的导火线是温纳·布鲁克于1946年2月8日决定将砂拉越让渡给英国政府，使其成为英国的直辖殖民地。这项举动触犯了由其制订的1941年砂拉越宪法里头的一项条文——“在一定的时间内，将赋予砂拉越自主权”。其次，砂拉越人民深信在布鲁克家族的统治下，砂拉越最终能取得独立，但布鲁克家族的继承人安东尼·布鲁克无法继任为下一任拉惹。除此之外，这项决定也没有获得砂拉越土著的同意。英国政府曾经和当地人民展开对话，但其依然在受到当地居民的强烈反对、但获得英国官员和非当地居民支持的情况下于1946年7月1日宣布砂拉越正式成为英国的直辖殖民地。

## 概述

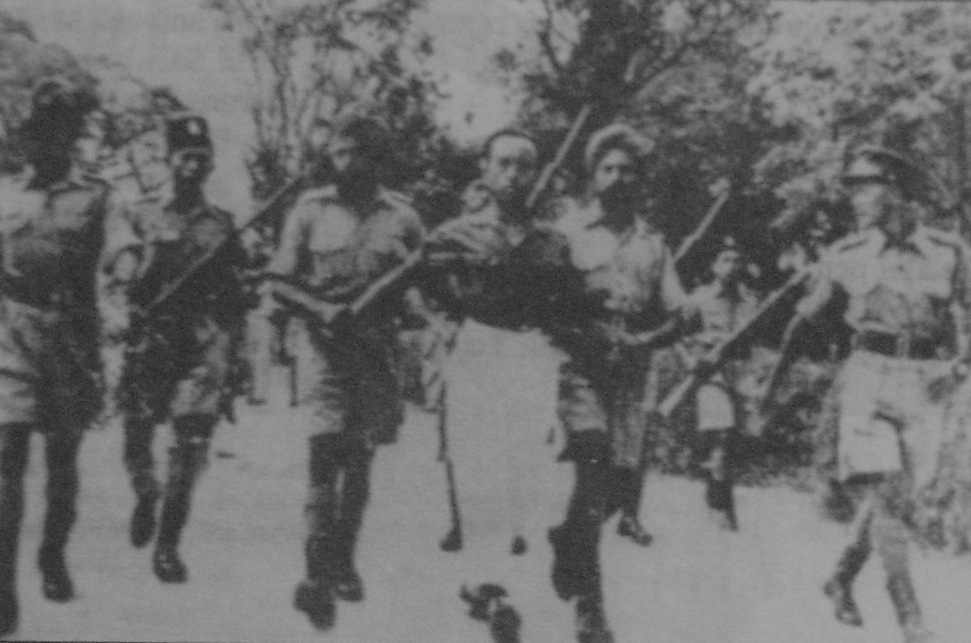
罗斯里多比因刺杀司徒华而被警方逮捕。

由阿邦阿迪拉和哈芝莫哈末卡欣领导的反让渡运动获得了大批马来人的支持。砂拉越有许多协会如砂拉越马来民族协会也参与了这项运动。运动的参与者将一封反对把砂拉越让渡给英国的信件寄给了位于伦敦的殖民地部。他们也在砂拉越的所有村庄展示了反让渡海报。当地人，包括妇女也举行了多场示威游行。不过，在有关当局发现这场运动的参与者大多数都是公务员之后，C.W.道森在1946年12月31日发布了“第九号通告”以警告公务员不得参与任何政治运动，否则将被开除。多达338个、大多数为老师的公务员于1947年4月2日辞职以抗议这项通告，导致砂拉越至少有22间学校因师资不足而被迫关闭。56名大学生也决定通过退学来反对这项通告。英国政府派遣贝专纳前驻地专员——克拉克爵士出任砂拉越直辖殖民地首任总督当天，也就是1947年7月1日爆发了这场运动中历来最大规模的示威游行。从那天起，示威游行变得越来越频繁。
英国政府为了结束这场运动而尝试挑拨马来人和达雅人之间的关系。英国政府为了削弱这场运动的势力而声称将砂拉越列为直辖殖民地能为马来人带来更好的生活，并且协助成立了支持砂拉越成为直辖殖民地的马来青年联盟。有关当局在反让渡阵营中随机挑选里头的成员，并强迫其加入马来青年联盟——若拒绝加入，他们的孩子将不能上学或成为公务员。英国政府同时也对反让渡运动展开心理战术，使其影响力从1947年12月开始便不断下降。
反让渡运动经过数次失败后，13个来自诗巫的马来人青年运动成员组成了一个名为十三太保（又称十三戒律）的秘密组织。这个组织的目标是铲除所有支持英国政府统治砂拉越的欧洲及马来官员。1949年12月3日，第二任砂拉越总督司徒华在巡视诗巫时被十三太保的成员——罗斯里多比和Awang Ramli Amit Mohd Deli以及2名非成员——莫希迪西第和布让宋东暗杀。一个星期后，司徒华在新加坡中央医院逝世。这起事件导致了英国政府决定用尽一切手段来剿灭所有反让渡势力。1950年3月，所有的十三太保成员以及另外两名参与了暗杀行动的非成员被捕。4名行刺者被判死刑，其余的成员则被判入狱反让渡运动结束后，英国政府继续统治着砂拉越，一直到砂拉越于1963年7月22日取得自治权、并于1963年9月16日与马来亚、北婆（今沙巴）、新加坡共组马来西亚为止。